# Леонтий (Филиппович)
Архиепископ Леонтий (в миру Василий Константинович Филиппович; 6 (19) августа 1904, Киев — 2 июля 1971, Буэнос-Айрес) — архиерей, сначала в составе Русской православной церкви, а позднее —  Русской православной церкви заграницей; архиепископ Буэнос-Айресский, Аргентинский и Парагвайский.

## Биография
Родился 6 августа 1904 года в Киеве, на Подоле, в православной семье служащего Константина Константиновича и его супруги Анны Николаевны Филиппович.
15 августа 1904 года был крещен в Киево-Подольской Крестовоздвиженской церкви. Отец служил в Киевской контрольной палате, и там же, на Токаревской улице, находился дом, где проживала семья.
Учился в городском училище в Киеве. В 1913 году отца перевели служить в Екатеринослав.
Хорошо подготовившись, в 1915 году Василий поступил во 2-й класс Екатеринославского духовного училища, причём, на казённый счёт, так как состоял певчим архиерейского хора. Василий обладал красивым голосом, абсолютным слухом и музыкальной памятью. С юношеского возраста Василий писал стихи.
Через несколько месяцев занятий в архиерейском хоре Василий стал одним из его солистов.
В 1917 году семья вернулась в Киев, и Василий смог прослушать курс лекций в 4-м классе Киево-Софийского духовного училища.
В 1922 году, простудившись, мать отошла ко Господу в 39 лет. На короткое время семью забрал отец, живший в Одессе, но вскоре семья вернулась в Киев.
В феврале 1923 года был послушником Киево-Печерской лавры, помощником библиотекаря лавры и певчим. Стал духовным сыном архимандрита Ермогена (Голубева). Передавал гонимым духовным лицам собранные верующими деньги (с этой целью, в частности, посетил Черемисский край), носил передачи в тюрьмы. Позднее вспоминал:

Было время, когда я был посредником между добрыми людьми, оказывавшими помощь, и заключенным духовенством, а когда я стал священником, и мне добрые люди везде и всегда оказывали такую же помощь, — в тюрьме, на принудительных работах, в условиях подпольного существования. Благодаря этому, я всегда имел возможность помогать своим соузникам и тем, кто меня скрывал и терпел нужду.

В 1923—1924 году изучал богословие у преподавателей Киевской духовной академии. После передачи Киево-Печерской лавры обновленцам переехал в Китаевскую пустынь.
В 1926 году вместе с архимандритом Ермогеном совершил паломничество в Саровскую обитель и Дивеевский монастырь.

### Монах и священник
В 1927 году был пострижен в монашество с именем Леонтий. В 1927—1930 года жил в Ленинграде на подворье Киево-Печерской лавры, учился на Высших православных богословских курсах, на которых преподавали бывшие профессора Петербургской духовной академии и другие учёные (ректором курсов был протоиерей Николай Чуков). Участвовал в деятельности богословского кружка.
В 1928 году рукоположён в сан иеродиакона.
В 1930 году, после закрытия курсов, был вынужден покинуть Ленинград и вернулся в Киев; в том же году был рукоположён в иеромонахи, а затем возведён в сан игумена.
Завершил духовное образование в Киеве, где сдавал зачёты бывшим профессорам духовной академии и написал кандидатскую работу на тему «Жития святых, как материал для христианской апологетики». Получил степень кандидата богословия в 1934 году (по решению Заместителя Патриаршего местоблюстителя митрополита Сергия (Страгородского)).
В 1932 года был арестован в Киеве, обвинён в антисоветской агитации. Через несколько месяцев освобождён. Служил в храме в киевском пригороде Приговка.
В 1933 года вновь арестован, оправлен на принудительные работы в каменоломни в город Коростень, там тяжело заболел и был освобождён как неспособный к физическому труду.
В 1935 году возведён в сан архимандрита.
В 1937 года перешёл на нелегальное положение, жил у одной бедной старушки в городе Переяславле, затем в Житомире. Тайно служил на дому. Позднее вспоминал об этих годах своей жизни:

Живя на нелегальном положении, служа самой малой части своих верных пасомых (всего несколько человек), я не всегда мог позволить себе роскошь посетить тайно своего когда-то близкого собрата. Если я это делал иногда, не выдерживая одиночества и желая в беседе с таким же, как я, хоть немного укрепить себя, то у него я вызывал неприятное беспокойство своим посещением. Не обратили ли кто-либо из соседей внимания, что прошёл незнакомый, не следил ли за мной какой-нибудь секретный агент, не взят ли дом под подозрение? и т. п. Так смотрел на вещи и я. Старался избегать встреч с духовными лицами, пользовавшимися свободой, или их знакомыми. Через других до меня доходили сведения, что где-то скрывается священник, тайно совершает службы, но я не желал знать, кто он и откуда, в каком доме служит, не зная, вынесешь ли допрос и невольно не предашь ли.

### Епископ Украинской автономной православной церкви
После занятия Житомира немецкими войсками в 1941 года перешёл на легальное положение. Участвовал в возрождении церковной жизни на территории Рейхскомиссариата Украина (1941—1943). 7 ноября 1941 года хиротонисан во епископа Бердычевского, викария Волынской епархии Русской православной церкви. Хиротонию совершили архиепископ Волынский Алексий (Громадский), епископ Полтавский Вениамин (Новицкий) и епископ Каменец-Подольский Дамаскин (Малюта). 
Вошёл в состав новообразованной Украинской православной автономной церкви (архиепископа Алексия (Громадского)), которая признавала себя частью Московского Патриархата. Управлял Житомирской епархией. Служил на церковнославянском языке, иногда проповедовал по-украински. Организовал краткие богословские курсы, выпускников которых рукополагал в священники (всего около 200 выпускников), открыл в Житомирской епархии около 300 приходов.

Епископ Леонтий (Филиппович) в Германии в 1946 году

После занятия советскими войсками Житомира в 1943 году переехал в Варшаву, с июля 1944 жил в Вене, затем в Мюнхене.
17 мая 1944 года был принят в юрисдикцию Русской православной церкви заграницей, с августа 1944 был викарием Германской епархии РПЦЗ, однако к исполнению обязанностей не приступил.

### Служение в Южной Америке
Определением Архиерейского Синода РПЦЗ от 26 августа (8 сентября) 1945 года было учреждено Парагвайское викариатство Бразильской епархии для окормления русских беженцев, которые устремились в поисках убежища в Южную Америку, в ноябре 1946 года получил назначение на него.
25 декабря 1946 года в сопровождении иеродиакона Вениамина прибыл в Буэнос-Айрес. Основал монастырь в селении Капитан Миранда, построил два храма, занимался с православными детьми. Но монашеская жизнь в Парагвае не наладилась, братия разъехалась, а епископ Леонтий был переведён в Чили.
Епископ Леонтий вынужден был устраивать своё существование в совершенно чуждых условиях и среди недоброжелательного окружения; не сложились отношения у владыки с его архиепископом Сан-Паульским и Бразильским Феодосием и архиепископом Буэнос-Аиресским и Аргентинским Пантелеимоном (Рудыком). Церковное управление, как считал епископ Леонтий, относилось к нему несправедливо и пренебрежительно.
В сентябре 1948 года епископ Леонтий приехал в Буэнос-Айрес, вступил в общение с маститым протопресвитером Константином Изразцовым, настоятелем Свято-Троицкого собора в Буэнос-Айресе, вышедшим годом ранее вместе с Северо-Американской митрополией из состава РПЦЗ, и был принят митрополитом Феофилом (Пашковским) в состав Северо-Американской митрополии со званием епископа Аргентино-Парагвайского.
Епископ Леонтий полагал, что ему удастся объединить во едино разделившихся православных христиан, которых он призывал к любви. Не добившись желаемого, подал прошение о возвращении в РПЦЗ. 14 сентября 1949 года Архиерейским Синодом запрещение было снято с него. 22 декабря 1949 года Архиерейский Синод РПЦЗ постановил: «судебное дело Преосвященного Леонтия прекратить, восстановив его во всех иерархических правах; освободить Преосвященного архиеп. Феодосия от управления Парагвайской епархией; Преосвященному Леонтию вновь вступить в управление Парагвайской епархией на правах епархиального архиерея».
В 1950 года назначен епископом Эдмонтонским и Западно-Канадским; при этом занимавший Эдмонтонскую епархию епископ Иоасаф (Скородумов) был назначен в Аргентину, но из-за сложности оформления необходимых для переезда документов и нестабильного политического положения прибыть к назначенному ему месту служения он не смог.
21 октября 1953 года решением Архиерейского собора РПЦЗ приход в Перу был подчинён епископу Леонтию, которому был усвоен титул Сантьягский и Чилийско-Перуанский; одновременно Собор постановил «преосвященному Леонтию предложить принять настоятельство в Св. Троицкой церкви г. Сантъяго».
В 1957 году был построен Свято-Троицкий храм в Лиме (Перу), но уже в следующем году этот приход оказался в юрисдикции Северо-Американской митрополии.
23 августа 1957 года Архиерейский Синод РПЦЗ, во внимание к усердным архипастырским трудам епископа Леонтия по управлению Чилийско-Парагвайской епархией и долголетнему служению в епископском сане, постановил возвести его в сан архиепископа. К тому времени носил титул Сантъягский и Чилийский.
При нём в Чили была основана женская монашеская община во имя Успения Пресвятой Богородицы, в который жили 5 монахинь, прибывшие из Горненского монастыря на Святой Земле. По воспоминаниям архимандрита Вениамина (Вознюка),

когда у нас монашеское братство было, за обедом мы больше всего читали преп. Феодора Студита, его послания монашествующим. У нас было много святоотеческих книг, библиотека, это была наша главная пища духовная, но каких-то специальных наставлений от себя владыка не давал. Молодым людям владыка говорил, что нужно исполнять христианские заповеди, жить по-христиански. Это каждый из нас должен говорить обращающемуся с вопросом, как жить. Нельзя говорить, что, мол, сейчас мораль такая, это ничего, потом покаетесь, — это абсурд.

Резко негативно относился к экуменическому движению и церковному «модернизму», был противником сокращений при проведении богослужений.
В истории РПЦЗ, опубликованной в конце 1960-х годов, говорилось:

Жизнь Чилийско-Перуанской епархии протекает более чем скромно, но зато богата своей духовной, поистине подвижнической жизнью, родственной жизни наших русских отдалённых скитов среди девственных лесов уединённых уголков былой России, близкой жизни Катакомбной Церкви в теперешней подъярёмной России. Архиепископ Леонтий… живёт в деревянном примитивном домике, примыкающим к собору, где находится и его Епархиальное управление. Владыка ежедневно совершает строго уставные богослужения в Свято-Троицком соборе с помощью монахинь, которые живут в своём небольшом каменном домике вблизи собора. При епископе причта нет, кроме игумена Вениамина (Вознюка); остальное духовенство (4 священника) переехало в США. По воскресным и праздничным дням поёт небольшой хор, которым управляют поочередно монахини Иоанна и Иулиания.

Активно поддерживал старостильническое движение в Греции — оппозицию официальному руководству Элладской православной церкви, которая не согласилась с переходом на новый календарный стиль. Действуя без разрешения своего священноначалия, в мае 1962 года прибыл в Грецию, где участвовал в епископских хиротониях четырёх старостильных клириков, находившихся в юрисдикции так называемого «Синода архиепископа Хризостома». Руководство РПЦЗ первоначально отказалось признавать эти хиротонии, но в 1969 признало их действительность. Видный деятель РПЦЗ архиепископ Аверкий (Таушев) говорил, что

я сам не решился бы совершить хиротонию греческих старостильников. Но вместе с тем, в глубине души, не могу не восхищаться смелостью, с которой архиепископ Леонтий совершил поступок, к которому звала его совесть… Он совершил мужественный акт помощи братской Церкви, которая сейчас для нас самая близкая нам по духу… Единственное «но» в поступке архиепископа Леонтия — это то, что он поступил как бы не по-братски, наперекор решению собора, хотя и по добрым побуждениям.

За месяц до смерти

В 1967 году был назначен на архиерейскую кафедру в Сан-Паулу, но затем это назначение было отменено, и владыка Леонтий остался в Чили.
В 1969 году был переведён на кафедру в Буэнос-Айрес с титулом архиепископ Буэнос-Айресский, Аргентинский и Парагвайский. В его юрисдикции находились приходы РПЦЗ, расположенные в Аргентине, Парагвае, Уругвае, Чили и Перу.
Покинул Чили после прихода к власти Сальвадора Альенде и поселился в Буэнос-Айресе.
В рамках РПЦЗ входил в неформальную группу архиереев, участниками которой были также владыки Иоанн (Максимович), Аверкий (Таушев), Андрей (Рымаренко), Савва (Сарачевич), Нектарий (Концевич).
Скончался 2 июля 1971 года в Буэнос-Айресе. Похоронен на русское кладбище в Пуэнте-Альто неподалёку от Сантьяго.

## Семья
- Отец — Константин Константинович Фипиппович, уроженец Могилёва, служил в Киевской контрольной палате, затем в Екатеринославе, позднее снова в Киеве и Одессе. С 1922 года — вновь в Киеве.
- Мать — Анна Николаевна Фипиппович, из семьи обедневших помещиков Чернобыльского уезда Киевской губернии. Умерла в 1922 году.
- Братья — Александр и Виктор; сестра — Антонина.

## Публикации
- Письмо епископа N // Летопись Церкви. Владимирова, 1943. — № 1. — С. 26-27
- Церковная жизнь в Венеcуэле // Епархиальный вестник Венесуэльской епархии. 1959. — № 5. — С. 23-24;
- Владыка архиепископ Леонтий благодарит // Русская жизнь: газета. Сан-Франциско, 1963. — № 5410. — C. 2;
- Украинские шовинисты и самосвяты // Русский пастырь. 1995. — № 22-23
- Пусть святые будут нашими друзьями: Слово в Неделю всех святых в земле Российской просиявших // Православная Русь, 2000. — № 9. — С. 1-3;
- Автобиография // Русский паломник. 2005. — № 34. — С. 110—117; № 35. — С. 166—177; № 36. — С. 212—223; 2006. — № 37. — С. 46-56; № 38. — С. 106—117; № 39. — С. 168—177; 2007. — № 41. — С. 34-43; 2008. — № 42. — С. 94-116; № 43. — С. 164—177; 2009. — № 44/45. — С. 60-67; 2010. — № 46. — С. 102—123; — № 47. — С. 46-61; 2011. — № 48. — С. 128—138; — № 49. — С. 196—213; 2012. — № 50. — C. 64-71.
- Η Αλληλογραφια του αρχιεπισκοπου Λεοντιου Φιλιπποβιτσ με τουσ ελληνεσ παλαιοημερολογιτεσ (1961-1969). — Αθήνα, 2022.